# Vivaceta (estación)
Vivaceta es una estación ferroviaria que forma parte de la red del Metro de Santiago de Chile. Se encuentra subterránea, entre las estaciones Cardenal Caro y Conchalí de la  Línea 3.

## Características y entorno
Esta estación se encuentra en la intersección de la Avenida Independencia con Pasaje Vecinal. Alrededor de la estación se encuentran varios bazares, almacenes y otros locales minoristas. Los colegios San Diego y El Carmen también se encuentran cercanos a la estación, además de dos locales de Petrobras.

### Accesos
| Acceso | Intersección                         |
| ------ | ------------------------------------ |
| A      | Av. Independencia con Pasaje Vecinal |

## Origen etimológico
La estación se ubica a unos metros de la Avenida Fermín Vivaceta. Esta avenida recuerda a Fermín Vivaceta, arquitecto y profesor, quien diseñó los edificios de la casa central de la Universidad de Chile, la torre de la Iglesia de San Francisco, los asientos de la Alameda de Las Delicias, el Mercado Central, la Iglesia de Los 12 Apóstoles en Valparaíso y el Fuerte Bueras entre otros. 
El pictograma de la estación hace referencia directa a los estudios de arquitectura de Vivaceta, presentando elementos característicos de dicha profesión.

## Galería

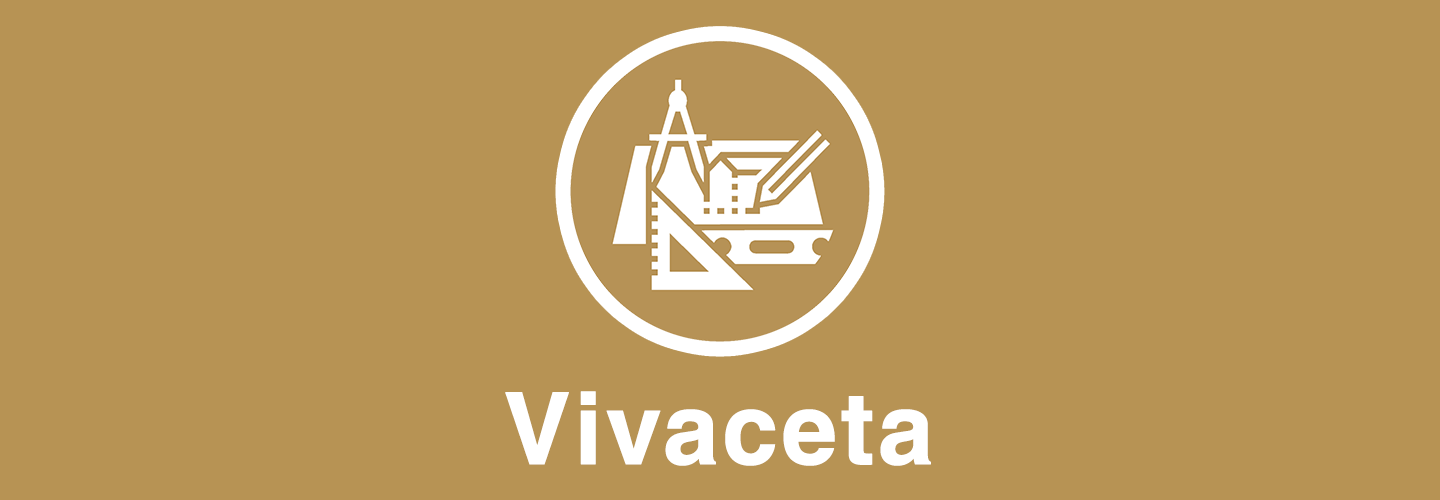
Cenefa utilizada en los andenes.

## Conexión con Red Metropolitana de Movilidad
La estación posee 4 paraderos de la Red Metropolitana de Movilidad en sus alrededores, los cuales corresponden a:
| Paradero/ Código                   | Recorridos |
| ---------------------------------- | --- |
| Parada 1 / Metro Vivaceta (PB193)  | 201 (San Bernardo) - 264n (Santo Tomás) - 272 (Los Libertadores) - 308 (Mapocho) - B22 (Urmeneta)                    |
| Parada 2 / Metro Vivaceta (PB1708) | 201 (Mall Plaza Norte) - 264n (Pedro Fontova) - 272 (Ciudad Empresarial) - 308 (Lo Marcoleta) - B22 (Palacio Riesco) |
| Parada 3 / Metro Vivaceta (PB712)  | B01 (El Salto) |
| Parada 4 / Metro Vivaceta (PB690)  | 272 (Los Libertadores) - B01 (Huamachuco)                                                                            |